# Anastasija Steinbeck
Anastasija Steinbeck (* 19. September 1977 in Omsk, Sowjetunion als russisch Анастасия (Настя) Рыжих, wiss. Transliteration Anastasija (Nastja) Ryžich, deutsche Transkription Anastasija (Nastja) Ryschich, bekannt auch unter der englischen/internationalen Schreibweise Nastya Ryjikh oder Ryzih, zwischenzeitlich Anastasija Reiberger (russisch Анастасия Райбергер)) ist eine deutsche Stabhochspringerin und Trainerin russischer Herkunft.

## Leben
1992 kam sie mit ihrer Familie nach Ulm. Ihr Vater Vladimir (* 1955), ein ehemaliger Stabhochspringer mit einer Bestleistung von 5,40 m, baute in Zweibrücken, wo sich die Familie 1993 niedergelassen hatte, ein Leistungszentrum für den Frauenstabhochsprung auf und führte auch seine Töchter an diese Disziplin heran.
Sie nahm seit 1993 an den Deutschen Meisterschaften teil. Am 20. Oktober 1995 erhielt sie die deutsche Staatsbürgerschaft. In ihrem Pass wurde ihr Vorname deutsch, ihr Nachname französisch transkribiert: „Nastja Ryjikh“.
1996 stellte sie vier Juniorenweltrekorde auf (4,11 m bis 4,15 m), und 1998 wurde sie bei den Europameisterschaften in Budapest Vierte.
1999 siegte sie bei den Hallenweltmeisterschaften 1999, stellte drei deutsche Rekorde auf (4,37 m bis 4,44 m) und wurde U23-Vizeeuropameisterin. Bei den Weltmeisterschaften in Sevilla schied sie im Vorkampf aus.
Bei den Hallenweltmeisterschaften 2004 in Budapest wurde sie Achte. 2005 wurde sie mit 4,35 m Zweite bei den Deutschen Meisterschaften, den gleichen Platz erreichte sie auch 2006. In der Halle wurde sie 2004 Deutsche Meisterin, und 2006 kam sie auf einen dritten Platz. Am 29. Juli 2006 stellte sie in Nürnberg mit 4,63 m ihre persönliche Bestleistung auf. Bei den Europameisterschaften in Göteborg wurde sie Neunte.
Mit ihrem dritten Vizetitel bei Deutschen Meisterschaften 2008 gelang ihr auch gleichzeitig die Qualifikation für die Olympischen Spiele in Peking, bei denen sie in der Vorrunde ausschied.
Sie heiratete 2007 und hieß seitdem offiziell Anastasija Reiberger. Bei einer Größe von 1,70 m hat sie ein Wettkampfgewicht von 59 kg. Sie gehörte zunächst dem Sportverein SG Ulm an, von 1993 bis 2003 dem LAZ Zweibrücken und ab 2004 dem Sportverein ABC Ludwigshafen. Ihre Schwester Lisa Ryzih ist ebenfalls als Stabhochspringerin erfolgreich.
Seit 2009 ist sie unter dem Namen Anastasija „Nastja“ Steinbeck als Trainerin im hessischen und pfälzischen Leichtathletikverband sowie bei diversen Vereinen aktiv. 2012 und 2015 wurde sie Mutter zweier Töchter.